# Црква Светог архангела Гаврила у Старом Глогу
Црква Светог архангела Гаврила у Старом Глогу, насељеном месту на територији Градске општине Врањска Бања, православни је храм који припада Епархији врањској Српске православне цркве.
Црква посвећена Светом архангелу Гаврилу изграђена је у периоду од 1880. до 1885. године, када га је осветио Епископ нишки Никанор, како пише у натпису на храму. У цркви се налази иконостас, осликан 1908. године.
На храмовну славу, Светог архангела Гаврила, у народу познатог као „Горешњак”, у порти храма одржава се велики народни сабор.
У периоду од 2013. до 2015. године обновљен је кров, извршени су унутрашње уређење и спољашња фасада храма, а подигнута је и нова звонара, на месту старе која је била срушена.